# Mateusz Kusznierewicz
Mateusz Kusznierewicz, född den 29 april 1975 i Warszawa, är en polsk seglare.
Han tog OS-brons i finnjolle i samband med de olympiska seglingstävlingarna 2004 i Aten.